# Enciclopédia Larousse da Vida Selvagem
Enciclopédia Larousse da Vida Selvagem é uma coletânea de livros publicados pela Enciclopédia Larousse que acompanhava documentários em vídeos VHS sobre a vida animal.
Essa coletânea de enciclopédias era dividida por ecossistemas diferentes e sua fauna: a fauna na savana, nos oceanos, nos desertos, entre outros.

## Volumes
Foram 36 livros lançados separados por ecossistemas, cada um tratando de 3 animais:
1. Animais da Savana I – Leão, Zebra, Girafa
2. Animais da Savana II – Guepardo, Gazela, Rinoceronte
3. Animais da Savana III – Elefante, Búfalo e Naja.
4. Animais da Savana IV – Onça-pintada, Jibóia e Tarântula.
5. Animais da Savana V – Chacal, Hiena e Avestruz.
6. Animais da Savana VI – Babuíno, Abutre-do-egito e Langur.
7. Animais da Savana VII – Puma, Canguru e Lhama.
8. Animais do Mar I – Baleia, Tubarão e Orca.
9. Animais do Mar II – Golfinho, Estrela-do-mar e Lavagante.
10. Animais do Mar III – Coral, Enguia e Medusa.
11. Animais do Mar IV – Gaivota, Tadorna e Albatroz.
12. Animais do Mar V – Mergulhão, Ganso-patola e Polvo.
13. Animais do Mar VI – Papagaio-do-mar, Leão-marinho e Tartaruga-de-couro.
14. Animais da Selva I – Chimpanzé, Leopardo e Calau.
15. Animais da Selva II – Tigre, Orangotango e Pavão.
16. Animais da Selva III – Gorila, Lêmure-de-cauda-anelada e Ave-do-paraíso.
17. Animais da Selva IV – Coala, Gamo e Ouriço;
18. Animais da Selva V – Arara, Preguiça e Beija-flor.
19. Animais dos Pólos I – Urso-polar, Foca e Caribu.
20. Animais dos Pólos II – Morsa, Boi-almiscarado e Pinguim-imperador.
21. Animais do deserto I - Camelo, Escorpião e Suricate.
22. Animais do deserto II - Camaleão, Gafanhoto e Cascavel.
23. Animais da montanha I - Urso-pardo, Marmota e Camurça.
24. Animais da montanha II - Urso-panda, Condor e Carneiro-das-montanhas-rochosas.
25. Animais dos rios I - Hipopótamo, Iguana-verde e Águia-marinha.
26. Animais dos rios II - Ornitorrinco, Castor e Salmão.
27. Animais dos rios III - Galinha-dágua, Lontra-comum e Guaxinim.
28. Animais dos rios IV - Cisne, Martim-pescador e Tritão-alpino.
29. Animais da floresta I - Raposa-vermelha, Coruja-das-torres e Cuco.
30. Animais da floresta II - Lebre, Abelha e Abelharuco.
31. Animais da floresta III - Chapim, Pica-pau-malhado e Falcão-peregrino.
32. Animais da floresta IV - Texugo, Javali e Gineta.
33. Animais da floresta V - Esquilo, Marta e Veado.
34. Animais do estuário I - Crocodilo, Pelicano e Caranguejo-violinista.
35. Animais do estuário II - Grou-cinza, Libélula e Rato-almiscarado.
36. Animais do estuário III - Manati, Flamingo-rosa e Combatente.